# Duta typhona
Duta typhona är en stekelart som beskrevs av Mikhail Vasilievich Kozlov och Lê 2000. Duta typhona ingår i släktet Duta och familjen Scelionidae. Inga underarter finns listade i Catalogue of Life.